# Troticus tricortus
Troticus tricortus är en stekelart som beskrevs av Braet 2001. Troticus tricortus ingår i släktet Troticus och familjen bracksteklar. Inga underarter finns listade i Catalogue of Life.